# Powiat de Mogilno
Le powiat de Mogilno (en polonais : powiat mogileński) est un powiat appartenant à la Voïvodie de Couïavie-Poméranie dans le centre-nord de la Pologne.

## Division administrative
Le powiat comprend 4 communes :
- 2 communes urbaines-rurales : Mogilno et Strzelno ;
- 2 communes rurales : Dąbrowa et Jeziora Wielkie.